# Verticordia
Verticordia es un género de 99 especies de arbustos perennes de la familia Myrtaceae. Son nativas de Australia. El nombre Verticordia significa "vuelta al corazón" , presumiblemente ese es el efecto que tuvo el botánico A. P. de Candolle que nombró el género. Se desarrolla en bosques y tierras arenosas.

## Taxonomía
El género fue descrito por Augustin Pyrame de Candolle y publicado en Prodromus Systematis Naturalis Regni Vegetabilis 3: 208. 1828.

## Especies
- Verticordia subgénero Chrysoma Schauer (1840)

Este subgénero se divide en siete secciones. Se describe como Verticordia con flores amarillas o doradas.
- Verticordia subgénero Verticordia de Candolle

contiene siete secciones.
- Verticordia subgénero Eperephes A.S George (1991)

con seis secciones.
Género Verticordia
Subgénero Chrysoma
Sección Chrysoma
V. acerosa - V. citrella - V. subulata - V. endlicheriana
Sección Jugata
V. chrysanthella - V. chrysantha - V. galatea - V. brevifolia - V. coronata - V. amphigia - V. laciniata
Sección Unguiculata
V. nobilis - V. grandiflora - V. rutilastra
Sección Sigalantha
V. serrata - V. integra
Sección Chrysorhoe
V. patens - V. nitens - V. aurea
Sección Cooloomia
V. cooloomia
Sección Synandra
V. staminosa
Subgénero Verticordia
Sección Verticordia
V. crebra - V. helichrysantha - V. plumosa - V. stenopetala - V. sieberi - V. harveyi - V. pityrhops - V. fimbrilepis
Sección Corymbiformis
V. polytricha - V. densiflora - V. brownii - V. eriocephala - V. capillaris
Sección Micrantha
V. minutiflora - V. fastigiata
Sección Infuscata
V. oxylepis - V. longistylis
Sección Elachoschista
V. verticordina
Sección Pencillaris
V. dasystylis - V. penicillaris
Sección Pilocosta
V. huegelii - V. brachypoda - V. multiflora
Sección Catocalypta
V. roei - V. inclusa - V. apecta - V. insignis - V. habrantha - V. lehmannii - V. pritzelii
Sección Platandra
V. gracilis
Sección Recondita
V. humilis
Sección Intricata
V. monadelpha - V. mitchelliana - V. pulchella
Subgénero Eperephes
Sección Integripetala
V. helmsii - V. rennieana - V. interioris - V. mirabilis - V. pictis
Sección Tropica
V. cunninghamii - V. verticillata - V. decussata
Sección Jamiesoniana
V. Jamiesoniana
Sección Verticordella
V. pennigera - V. halophila - V. blepharophylla - V. lindleyi - V. carinata - V. attenuata - V. drummondii - V. wonganensis - V. paludosa - V. luteola - V. bifimbriata - V. tumida - V. mitodes - V. centipeda - V. auriculata - V. pholidophylla - V. spicata - V. hughanii
Sección Corynatoca
V. ovalifolia
Sección Pennuligera
V. comosa - V. lepidophylla - V. chrysostachys - V. aereiflora - V. dichroma - V. x eurardyensis - V. muelleriana - V. argentea - V. albida - V. fragrans - V. venusta - V. forrestii - V. serotina - V. oculata - V. etheliana - V. grandis